# Cerconychia sinensis
Cerconychia sinensis is een steenvlieg uit de familie Styloperlidae. De wetenschappelijke naam van de soort is voor het eerst geldig gepubliceerd in 1995 door Yang & Yang.